# Faiditus caudatus
Faiditus caudatus là một loài nhện trong họ Theridiidae.
Loài này thuộc chi Faiditus. Faiditus caudatus được Władysław Taczanowski miêu tả năm 1874.